# Karin Almquist
Karin Almquist es una deportista sueca que compitió en vela en la modalidad de match race. Ganó una medalla de oro en el Campeonato Mundial de Match Race Femenino de 2014.

## Palmarés internacional
| Campeonato Mundial | Campeonato Mundial | Campeonato Mundial | Campeonato Mundial |
| Año                | Lugar              | Medalla            | Clase              |
| ------------------ | ------------------ | ------------------ | ------------------ |
| 2014               | Cork (Irlanda)     | Medalla de oro     | Match race         |